# Cathédrale Notre-Dame-de-l'Assomption de Luçon
Cette  cathédrale n’est pas la seule cathédrale Notre-Dame-de-l'Assomption.
Notre-Dame-de-l’Assomption de Luçon est une cathédrale catholique romaine, et le siège du diocèse de Luçon située à Luçon dans le département de la Vendée.
De style avant tout gothique, elle présente d'anciennes parties romanes et d'autres, plus récentes, de style classique. Plusieurs éléments qui la composent font l'objet de protections au titre des monuments historiques. Son orgue Cavaillé-Coll en fait un lieu d'enregistrement privilégié.
La cathédrale est l'un des plus vastes monuments remarquables du département et possède une flèche culminant à 85 mètres.

## Historique
Au VIIe siècle, un monastère bénédictin aurait été fondé ici, tout d'abord connu comme dépendance de l'abbaye bénédictine de Saint-Philbert-de-Grand-Lieu. Son abbatiale occupait l'endroit de la cathédrale actuelle. La première construction fut ravagée par les Normands en 853, puis à nouveau en 877. Elle fut enfin incendiée par Guillaume VIII de Poitiers, comte de Poitou en 1068. Il n'en reste rien.
Le comte de Poitou fut excommunié par le pape Alexandre II. Pour obtenir la rémission de sa peine, il dut reconstruire l'édifice à ses frais, et c'est son fils Guillaume IX le Troubadour qui s'exécuta.

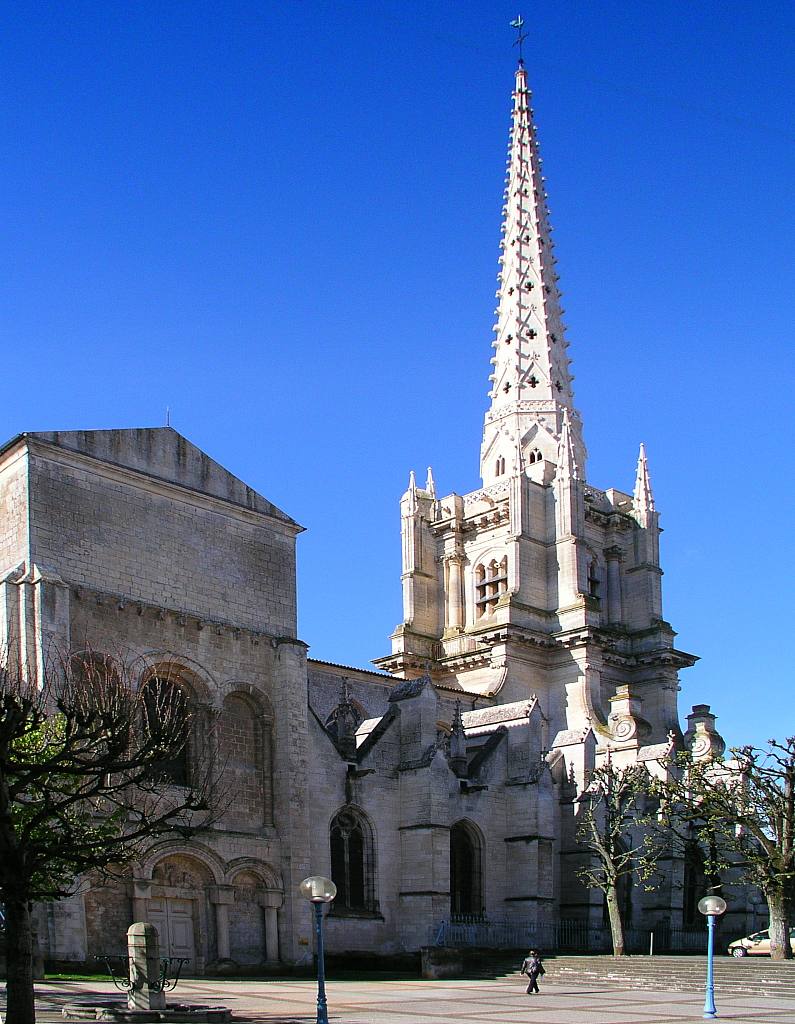
Vestiges du transept coté nord de style roman.

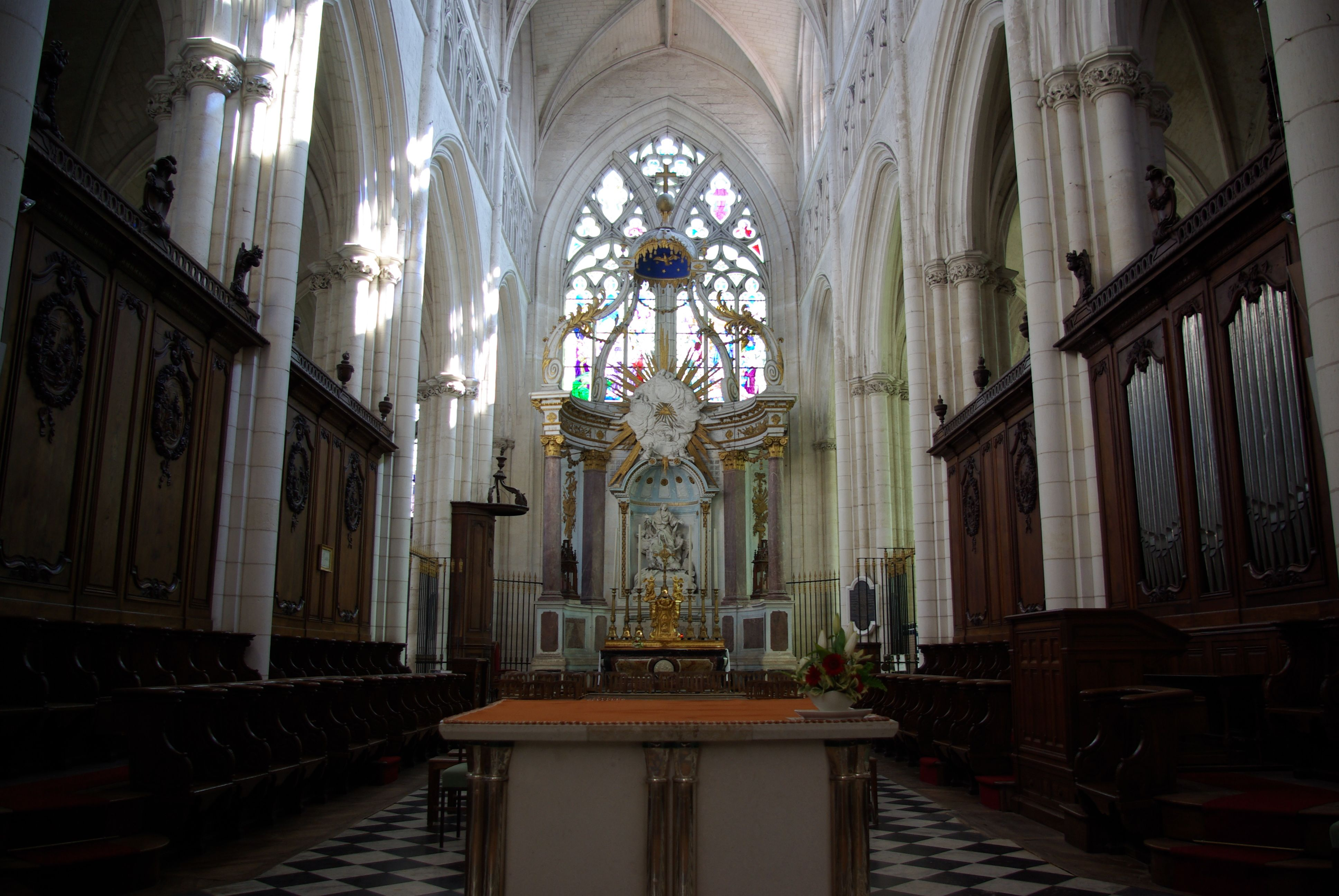
Le chœur, ses stalles et le maître-autel.

Les travaux commencèrent en 1091 sous l'abbé Geoffroy, et se prolongèrent durant 30 ans. La consécration de la nouvelle abbatiale romane eut lieu en 1121, sous l'abbé Gerbert.
Il subsiste encore des vestiges de l'ancienne église romane dans la cathédrale actuelle : une partie notable du transept nord de l'abbatiale et son superbe porche doté d'un portail orné d'un Christ de majesté (*). Cette partie est aujourd'hui bien visible place Sochet des Touches.
L'abbatiale fut élevée au rang de cathédrale en 1317 par le pape Jean XXII, et le territoire de son diocèse fut établi aux dépens de l'évêché de Poitiers. Notre-Dame-de-l'Assomption connut de nombreuses transformations entre les XIIIe et XVe siècles, époque où fut réalisée la construction gothique de l'édifice.
Elle fut aussi plusieurs fois restaurée à la suite des différents combats dévastateurs qui se déroulèrent en Vendée pendant la guerre de Cent Ans. Le cloître de la cathédrale aujourd'hui conservé date du XIVe siècle. Le chœur est en grande partie reconstruit à la fin du XVe siècle, mais en s'harmonisant avec l'élévation de la nef.
Entre 1530 et 1550 ont été construites les chapelles du bas-côté sud.
Quelques années plus tard surviennent les guerres dites de Religion et les dévastations systématiques commises par des bandes se réclamant du parti huguenot. À quatre reprises, en 1562, 1568, 1570 et en 1622, la dernière année de l'épiscopat du cardinal de Richelieu, la cathédrale fut saccagée de fond en comble : elle y perd la presque totalité de son mobilier.
En 1665, sous l'épiscopat de Nicolas Colbert, le clocher s'écroula écrasant la première travée de la nef. La reconstruction qui a déterminé l'aspect actuel de la façade de l'édifice, au moins dans les grandes lignes, a été l'œuvre de l'évêque Henri de Barillon (1671-1699) avec le concours de l'architecte François Le Duc, dit Toscane. Elle s'inscrit dans les toutes dernières années du XVIIe siècle. Cependant la longue flèche néogothique sera seulement construite au XIXe siècle.
En 1722 eut lieu la construction des chapelles du bas-côté nord, et dans la seconde moitié du XVIIIe siècle, on procéda à la construction du maître-autel à baldaquin, à l'installation des stalles actuelles dues au sculpteur germano-angevin Sébastien Leysner et au placement des boiseries.
Pendant la Révolution, le mobilier de la cathédrale fut vendu et dispersé. Le sanctuaire devint alors successivement une écurie, puis une caserne et un dépôt d'armes. Pendant cette sombre période, les autels latéraux, les retables et les stalles ne furent heureusement pas trop endommagés.
Un ouragan dans la nuit du 25 au 26 janvier 1847 fait tomber la flèche de l'édifice, endommageant la voûte et les orgues.
Les vitraux actuels furent mis en place au cours des années 1880-1890. La grande verrière du chevet fut placée en 1897, tandis que le remplage de la rose occidentale fut largement repris en 1912.
La cathédrale fait l’objet d’un classement au titre des monuments historiques depuis le 9 août 1906. Le cloître fait l’objet d’un classement au titre des monuments historiques depuis le 2 avril 1915. L'ensemble des bâtiments de l’évêché (façades et toitures) fait l’objet d’une inscription au titre des monuments historiques depuis le 31 décembre 1992. Cela concerne la bibliothèque, le bâtiment des archives diocésaines, l'orangerie, les communs et le puits du jardin.
Le 27 décembre 1999, la tempête qui sévit sur la région ébranle le haut de la flèche et emporte la croix et le coq. Les dégâts occasionnés imposent un important travail de reconstruction. Pendant la durée des travaux la croix rénovée fut exposée dans le chœur de la cathédrale.
Au cours de l'année 2004, le sommet de la flèche est démonté puis reconstruit pierre par pierre. Après une année de travaux, la flèche est restaurée, une nouvelle croix et un nouveau coq sont installés. Les 2 et 3 octobre 2004 est émis un timbre-poste « Cathédrale de Luçon » gravé par Pierre Forget.
Lors du premier semestre 2012, la restauration d'une chapelle du transept sud a permis de mettre au jour sept sarcophages contenant des ossements ainsi qu'une pièce de monnaie ancienne.
Le dimanche 14 mars 2021, une cérémonie de repentance pour des actes de pédophilie par des prêtres du diocèse se tient dans la cathédrale. Une plaque est posée en mémoire des enfants du diocèse abusés sexuellement par des hommes d'église, en Vendée depuis 1940.

## Dimensions
- Longueur totale de l'édifice : 72,50 m
- Longueur intérieur : 67,50 m
- Longueur de la nef : 34,50 m

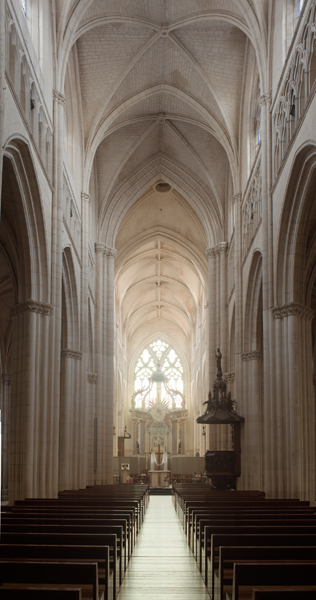
La nef.

- Longueur du transept : 8,00 m (dans le sens est ouest ou chœur-nef)
- Profondeur du chœur : 25,00 m
- Largeur de la nef (vaisseau principal) : 8,00 m
- Largeur du transept (dans le sens nord-sud, de croisillon nord à croisillon sud) : 32,00 m
- Largeur du chœur : 9,75 m
- Largeur des collatéraux : de 5 m à 5,30 m
- Largeur des chapelles latérales : 5,00 m
- Hauteur de la voûte de la première travée : 6,30 m
- Hauteur des autres voûtes de la nef : 22,00 m
- Hauteur des voûtes du chœur : 25,00 m
- Hauteur des voûtes des collatéraux de la nef : 10,50 m
- Hauteur des voûtes des collatéraux du chœur : 11,50 m
- Hauteur de la flèche depuis la base du clocher : environ 35,00 m
- Hauteur de l'édifice au niveau du sommet de la flèche : 85,00 m

## Association des «amis de la cathédrale»
Depuis 2004, une association est créée dont le but de restaurer et rénover le patrimoine mobilier de la cathédrale. L'édifice avait en effet beaucoup souffert lors de la tempête de 1999. Mgr Santier, encouragea l'idée en soulignant l'importance d'un partenariat avec l'État ainsi que les autorités locales. L'organisation compte un président avec 276 adhérents.

## Les orgues de la cathédrale de Luçon

### Le grand orgue de tribune

#### L’instrument
Les grandes orgues de la cathédrale de Luçon, sont les douzièmes construites par Aristide Cavaillé-Coll.
En 1852, Cavaillé-Coll soigne particulièrement la construction d'un orgue de 3 claviers et pédalier, car il pense pouvoir le présenter lors de l'Exposition universelle de 1855. Mais l'instrument ne sera pas prêt à cette date. Après un détour par Carcassonne, l'instrument est installé en tribune à la cathédrale de Luçon en 1857. La cathédrale possédait, avant cette date, un instrument classique de 38 jeux. Cet instrument avait été écrasé par la flèche, lors de l'ouragan de la nuit du 25 au 26 janvier 1847,.
Le buffet, conçu par l'architecte diocésain de Luçon Boeswilwald, a été réalisé par le menuisier Desharnoux. L'instrument est réceptionné officiellement le 23 décembre 1857.
L'orgue ne subit qu'un seul relevage : en 1899, par la maison Debierre, de Nantes, relevage qui le laisse dans l'état originel.
Mais, dès 1950, une restauration s'imposait ; celle-ci fut confiée à la maison Schwenkedel, de Strasbourg, qui mena les travaux à bonne fin entre avril 1967 et décembre 1968. Aux 40 jeux originaux furent ajoutés quatorze jeux nouveaux. Monsieur Louis Rhôdé, maître d'œuvre de cette restauration, a conservé scrupuleusement la structure technique et l'harmonisation d'origine.
Contemporain de l'orgue de Sainte-Clotilde, à Paris, possédant la même esthétique que le Cavaillé-Coll parisien tel que le jouait César Franck, l'orgue de la cathédrale de Luçon est un des témoins exemplaires de l'âge d'or de la facture française romantique.
L'organiste André Isoir y a notamment enregistré son intégrale de l'oeuvre d'orgue de César Franck.
Composition :
| I. Positif de dos Do1–Fa5                                                                                         | II. Grand Orgue Do1–Fa5 | III. Echo Do1–Fa5 | IV. Récit expressif Do1–Fa5                                                                                     | Pédalier Do1-Sol3                                                                                              |
| --- | --- | --- | --- | --- |
| Montre 8 Salicional 8 Bourdon 8 Prestant 4 Flûte douce 4 Quinte 3 Doublette 2 Plein-Jeu IV Trompette 8 Cromorne 8 | Montre 16 Bourdon 16 Montre 8 Bourdon 8 Flûte harmonique 8 Prestant 4 Flûte octaviante 4 Quinte 3 Doublette 2 Sifflet 1 Cornet V Fourniture IV Cymbale III Bombarde 16 Trompette 8 Clairon 4 | Bourdon 8 Quintaton 8 Viole 4 Flûte à cheminée 4 Nazard 2 2/3 Flûte à cheminée 2 Tierce 1 3/5 Cymbale III Trompette 8 | Flûte harmonique 8 Bourdon 8 Viole d'amour 8 Flûte octaviante 4 Octavin 2 Trompette 8 Hautbois 8 Voix humaine 8 | Flûte 16 Flûte 8 Flûte 4 Bombarde 16 Trompette 8 Clairon 4 Soubasse 16 Bourdon 8 Prestant 4 Flûte 2 Mixture IV |

En italique : jeux ajoutés par Schwenkedel en 1967
Combinaisons : Tirasses I - II - III - Accouplements Pos/GO - Réc/GO - Ech/GO - Combinaison GO - Combinaison Récit - Appel GO - Appel Anches Pédale - Trémolo Récit - Expression Récit - Orage.

#### Liste des titulaires
- M.Balthasar Waitzennecker : 1857-1871 ;
- M.Jean-Baptiste Vivier : 1871-1889 ;
- M.Horace Mansion : 1898-1899, après dix ans de vacance du poste ;
- M.Dotterer : 1899-1902 ;
- Abbé Coutand : 1902-1904 ;
- Abbé Joseph Joubert : 1904-1935 puis 1940-1946 ;
- Abbé Pierre Bioget : 1946-1960 ;
- Abbé Abel Gaborit : 1960-1999 ;

Depuis 1999, le titulaire est Guillaume Marionneau.

### L’orgue de chœur
L’orgue de chœur de la cathédrale de Luçon est un instrument de 12 Jeux répartis en 2 claviers et un pédalier. Il est placé du côté nord du chœur, au-dessus des stalles.

Composition :
| I. Grand Orgue                                    | II. Récit expressif                                       | Pédalier            |
| ------------------------------------------------- | --------------------------------------------------------- | ------------------- |
| Bourdon 16 Montre 8 Flûte harmonique 8 Prestant 4 | Bourdon 8 Gambe 8 Flûte 4 Octavin 2 Basson 16 Trompette 8 | Soubasse 16 Basse 8 |

## Les cloches
Le clocher abrite une sonnerie de six cloches fondues par Ernest Bollée, fondeur au Mans.
- Reine des Anges (bourdon) : sol 2 - fondue en 1847 - 5 420 kilos
- Jean-Baptiste : do 3 - fondu en 1850 - 1 900 kilos environ
- Benoît : ré 3 - fondu en 1847 - 1 434 kilos
- Mathurin : mi 3 - fondu en 1847 - 988 kilos
- Marie : sol 3 - fondu en 1847 - 561 kilos (dite cloche du chapitre)
- Hilaire : do 4 - fondu en 1850 - 230 kilos environ

Les quatre cloches de 1847 furent baptisées le mercredi 25 août 1847.
Les cloches Jean-Baptiste et Hilaire (cloches n° 2 et n° 6) avaient été fondues par Bollée du Mans en 1844. Après l'ajout de quatre cloches de 1847, il apparut que le son de ces deux cloches ne se mariait pas bien avec les quatre nouvelles. C'est la raison pour laquelle, il fut décidé de les refondre en 1850, toujours en faisant appel à la même fonderie Bollée du Mans.

## Galerie

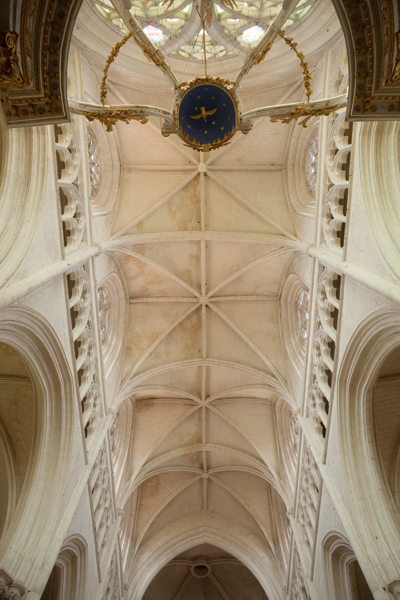
Le plafond du choeur.
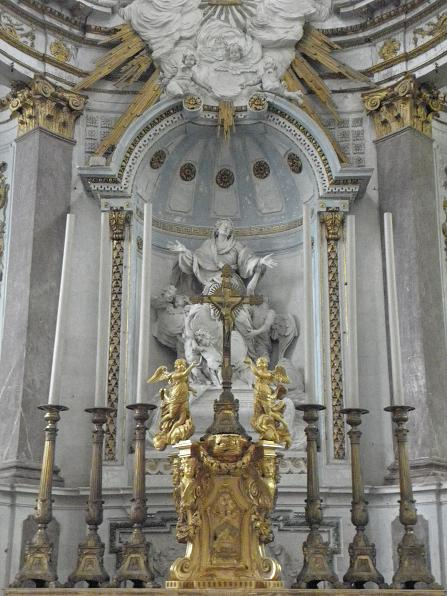
Groupe de l'Assomption du maître-autel.
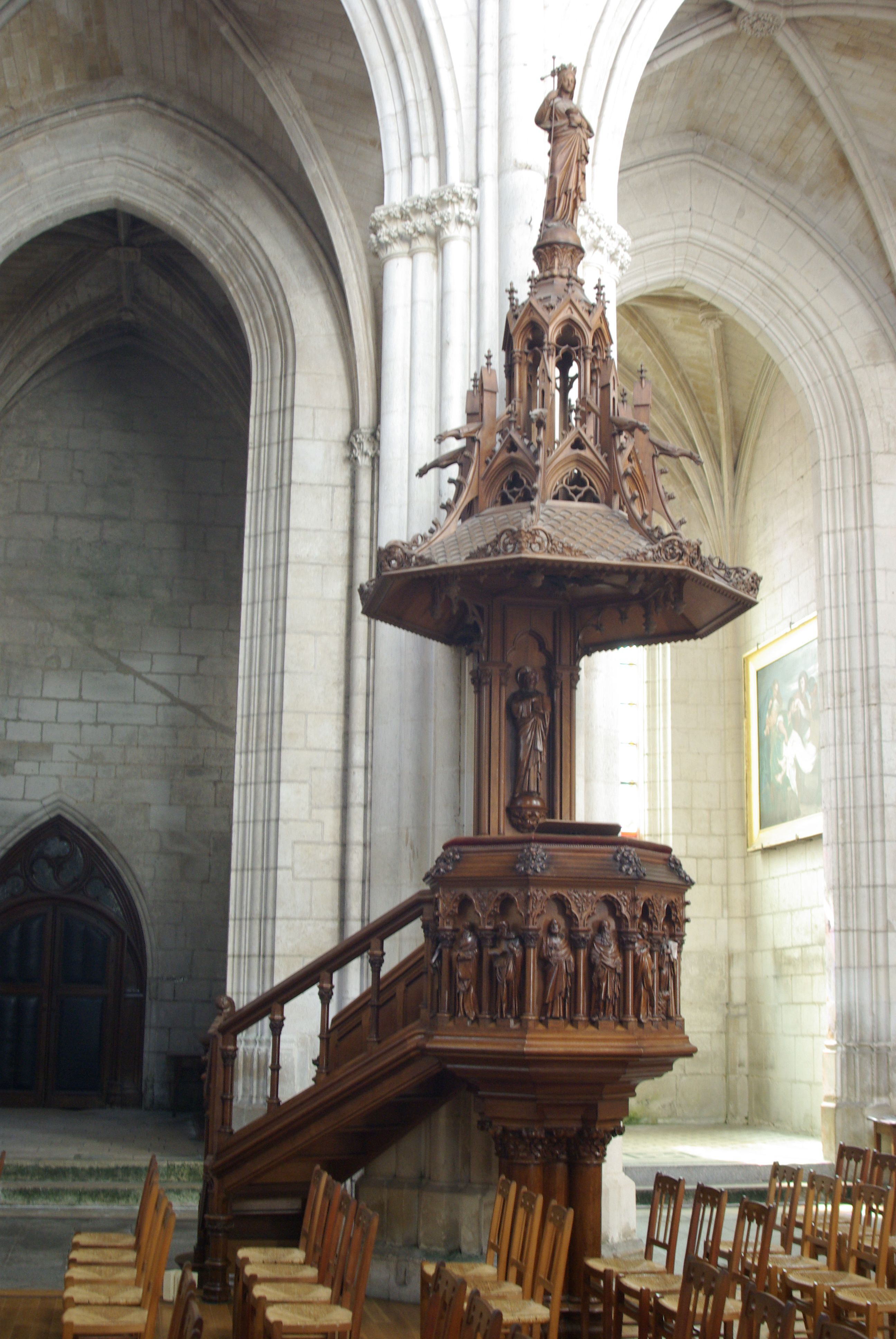
La chaire.

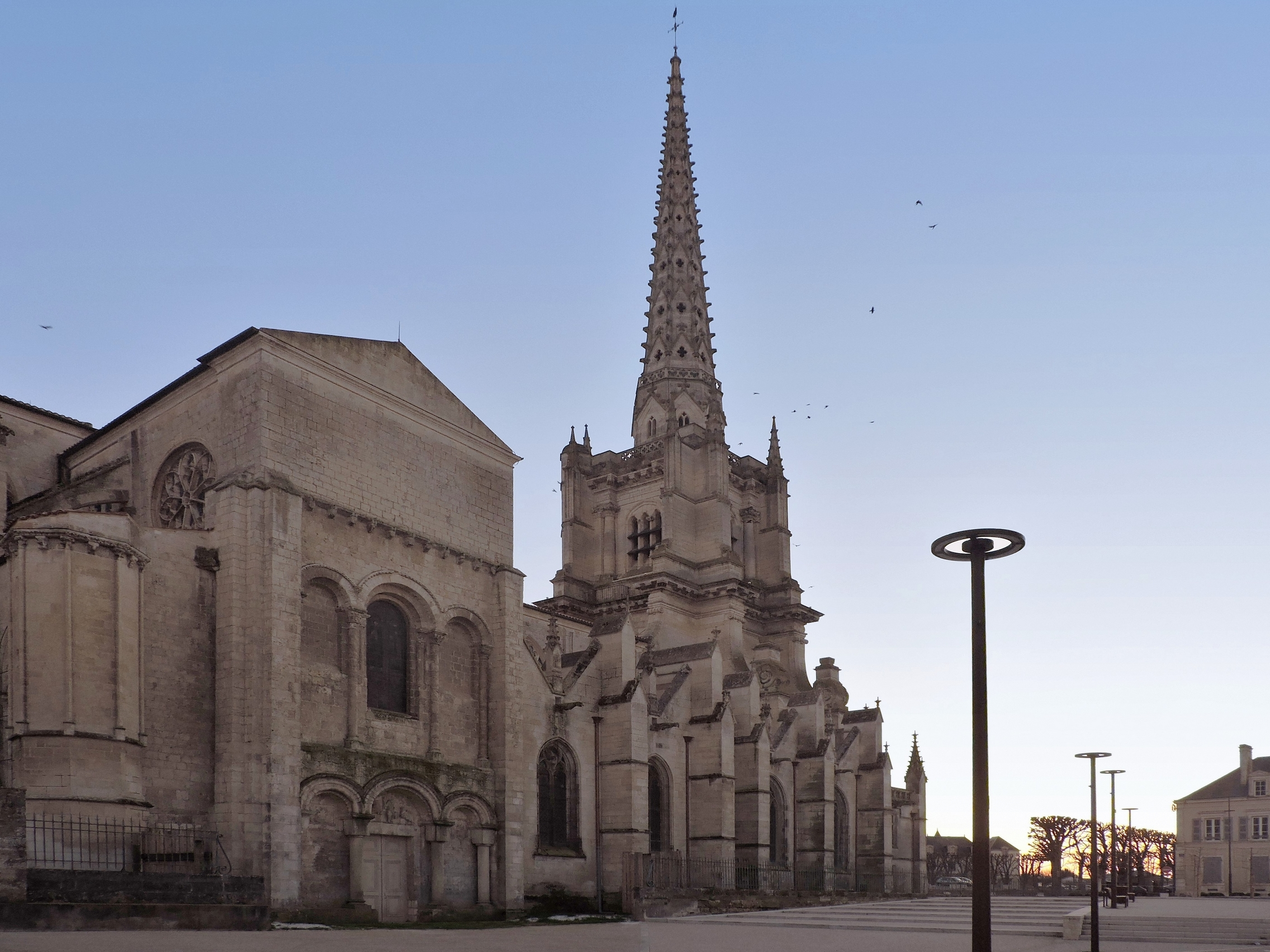
La cathédrale place Richelieu.
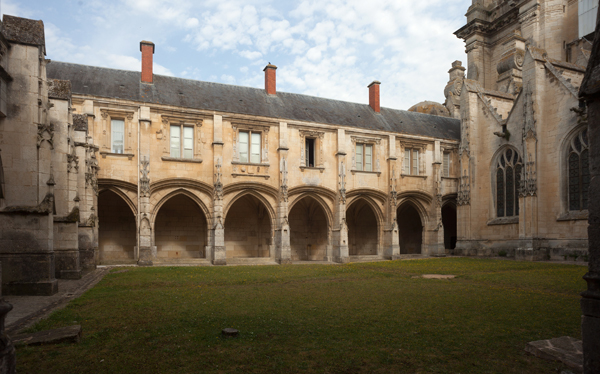
Le cloître.

### Le Grand Orgue de la Cathédrale de Luçon
- Jean-Michel Dieuaide, Le Grand Orgue de la Cathédrale de Luçon Éditions Ouest-France (Rennes) 1999  (ISBN 2-7373-2540-4) (BNF 37076898)

1. ↑  pages 9 à 13
2. ↑  pages 4 et 5
3. ↑  page 27
4. ↑  page 24